# Carlo Oriani
Carlo Oriani (født 5. november 1888 i Cinisello Balsamo – død 3. december 1917 i Caserta) var en italiensk professionel landevejscykelrytter. Højdepunktet i hans karriere, kom da han vandt Giro d'Italia i 1913.

## Sejre
- 1912 Lombardiet Rundt
- 1913 Giro d'Italia